# Calophyllum confusum
Espèce
Statut de conservation UICN

 VU B1+2abcde : Vulnérable
Calophyllum confusum est une espèce de plantes de la famille des Clusiaceae.

## Publication originale
- Australian Journal of Botany 22: 363. 1974.